# سوفیا آمیراجیبی
سوفیا آمیراجیبی ( گرجی: სოფიო ამირაჯიბი؛ ۱۴ اکتبر [سبک قدیمی: ۱ اکتبر] ۱۸۴۷ – ۲۷ ژوئن [سبک قدیمی: ۱۴ ژوئن] ۱۹۰۶) مترجم ارمنی‌تبار اهل امپراتوری روسیه بود. وی بنیانگذار نخستین کتابخانه کودکان در شهر تفلیس بود.

## زندگی‌نامه
وی در ۱ اکتبر ۱۸۴۷ در تفلیس در خاندان ارمنی-گرجی en:Argutinsky-Dolgorukov به دنیا آمد . سوفیا آمیراجیبی از بهترین مترجمین اشعار گرجی به روسی بوده است.  وی در ۱۴ ژوئن ۱۹۰۶ در سن ۵۸ سالگی در مسکو درگذشت.